# Ip Man (arts marcials)

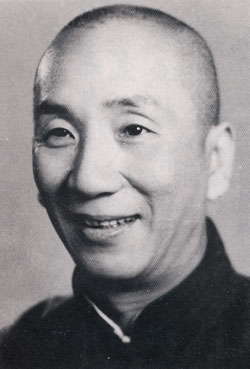
Yip Man

Yip Man (nom real Yip Kai-man) (葉問 en pinyin: yè wèn; en Jyutping); (Foshan, Província de Guangdong, Xina; 1 d'octubre de 1893 - Hong-Kong; 2 de desembre de 1972) va ser un mestre (Shifu) de les arts marcials xineses en l'estil Wing Chun; el seu més famós deixeble va ser l'artista marcial Bruce Lee.

## Biografia
Va iniciar el seu aprenentatge del Wing chun amb Chan Wah-shun als seus 13 anys i va acabar el seu entrenament amb Sibak Leung Bik. Es diu que Yip Man va defensar a una dona que estava sent atacada per un policia estranger, derrotant-ho en defensa de l'agredida, la qual cosa el va acostar a Leung Bik, qui va acabar el seu entrenament en l'estil Wing Chun.
Yip Man va tornar a Foshan i es va convertir en policia. Va servir en la Segona guerra sino-japonesa i després va retornar a la policia, que en aquesta època es deia Kuomintang, fins que va ser acomiadat en 1948 per conflictes polítics. Es va mudar a Hong Kong on va començar a ensenyar Wing Chun en un petit gimnàs aquell mateix any.
Yip Man va ser el primer mestre (shifu en xinès) que va ensenyar obertament l'art marcial del Wing Chun, com a forma de guanyar-se la seva vida quan va viatjar a Hong Kong als 55 anys. Allà va haver de combatre amb els diferents mestres de kungfu, amb la finalitat d'aconseguir el permís d'ensenyar en el lloc; després de derrotar a varis d'ells i sense ningú que ningú més volgués enfrontar-s'hi, va aconseguir el seu objectiu. En aquest lloc va tenir múltiples alumnes els qui finalment van difondre per tot el món l'art marcial del qual la història revela que va ser creat per una dona anomenada Ng Mui (monja Shao Lin) que formava part dels cinc monjos supervivents (coneguts com Els Cinc Antecessors: Ng Mui, Chi Sant, Choy Fok, Fun To Tak i Miu Hin) a la destrucció del temple Shao Lin. Va ensenyar Wing Chun a Hong Kong de 1948 a 1969.
De la seva mort se sap que Lun Kai, un dels seus deixebles, el va anar a visitar i va trobar a Yip Man mort en la seva residència el 2 de desembre de 1972, als 79 anys, a Hong Kong. La seva mort es va deure a un càncer de gola.
Tres anys després de la mort de Yip Man sense deixar cap líder de l'estil, Lun Kai va quedar com l'últim legítim mestre de l'estil Wing Chun. Yip Man mai va usar el títol de Gran Mestre i tampoc va autoritzar que algú l'utilitzés. Yip Man descansa en un antic cementiri d'Hong Kong, on practicants de tot el món li visiten per prestar-li homenatge.
Yip Man durant tota la seva vida va demostrar que hi havia cinc coses que no li agradaven: usar vestit, dir que algú estava equivocat, ensenyar a estrangers, treure's fotos i ensenyar tècniques de puntades de peu. Yip Man era un home extremadament educat i bondadós. “Un bon home”, com recorda el Mestre Duncan Leung.
Sobre la seva vida privada, es va casar amb Cheung Wing Sing, que va morir en 1960, i va tenir quatre fills. Dos fills anomenats Yip Chun (31 de juliol de 1924) i Yip Ching (1936) i dues filles anomenades Yip Sum i Yip Wun.

## Llegat

Bruce Lee amb Ip Man practicant Wing Chun.

Se'l coneix, entre altres coses, perquè va estar el mestre de Bruce Lee.
En 1967, a petició del Patriarca Ip Man, els seus deixebles funden l'"Hong Kong Ving Tsun Athletic Association", sent Ving Tsun la transliteració oficial.
El 9 de novembre de 2002 el govern de Xinès, funda a Foshan (Guangdong, Xina), a través del Yip Man Development Council, part del Cultural Council de Foshan, el Ip Man Tong (Museu de Yip Man) amb l'ajuda dels seus deixebles. En honor seu i per reconèixer la seva contribució a les Arts Marcials Xineses.
En 2008 es fa una pel·lícula per al seu record, la qual té la seva seqüela estrenada l'any 2010. Basada en fets reals, amb el seu propi nom com a títol: Ip Man, en la qual es revela part de la seva vida als bons moments i els dolents, que van arribar amb el conflicte entre Xina i Japó que va durar 8 anys, des de 1937 fins a 1945. En la pel·lícula també es pot apreciar com va arribar a dominar el Wing Chun. Més tard, en 2015 i en 2019 (respectivament) es van estrenar altres 2 noves seqüeles, titulades Ip Man 3 i Ip Man 4.

## Filmografia
Aquestes pel·lícules pòstumes d'arts marcials, relaten la seva vida.
- 2008, Ip Man.[5]
- 2010, Ip Man 2.[6]
- 2010, Ip Man. Neix la Llegenda.
- 2013, Ip Man. La Baralla Final.
- 2013, The Grandmaster.
- 2015, Ip Man 3.[7]
- 2019, Ip Man 4.[8]

| Llinatge en Wing Chun            | |

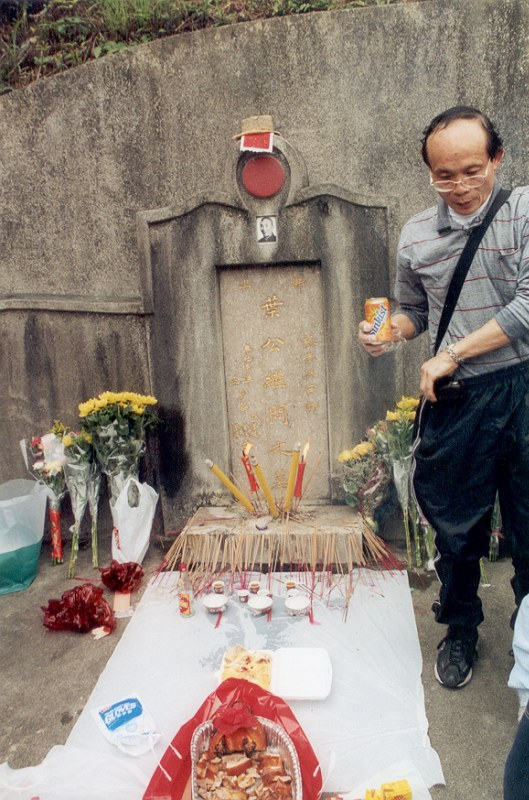
Tomba de Yip Man.

| Sifu                             | Leung Jan Chan Wah-shun(陳華順) Leung Bik (梁璧) segon sihing Ng Chung-sok (吳仲素)Yuen Kay-shan (阮奇山) |
| Yip Man (葉問)                   | |
| Estudiants coneguts a Foshan:    | * Chow Kwong-yue (周光裕 (六仔))Kwok Fu (郭富)Lun Kai (倫佳)* Chan Chi-sun (陳志新)* Lui Ying (呂應) |
| Estudiants coneguts a Hong Kong: | Leung Sheung (梁相) (first)Ip ChunLok Yiu (駱耀)Chu Shong-tin (徐尚田)Wong Shun-leung (黃惇樑)Ho Kam-mingLo Man-Kam (盧文錦)Moy Yat (梅逸)Bruce LeeYip Bo-ching (葉步青)William Cheung (張卓興)Ho Kum-mingDuncan Leung (何金銘)Siu Yuk-man (蕭煜民)Ho Luen (何聯) |